# Prêmio de Novato do Ano da NBA

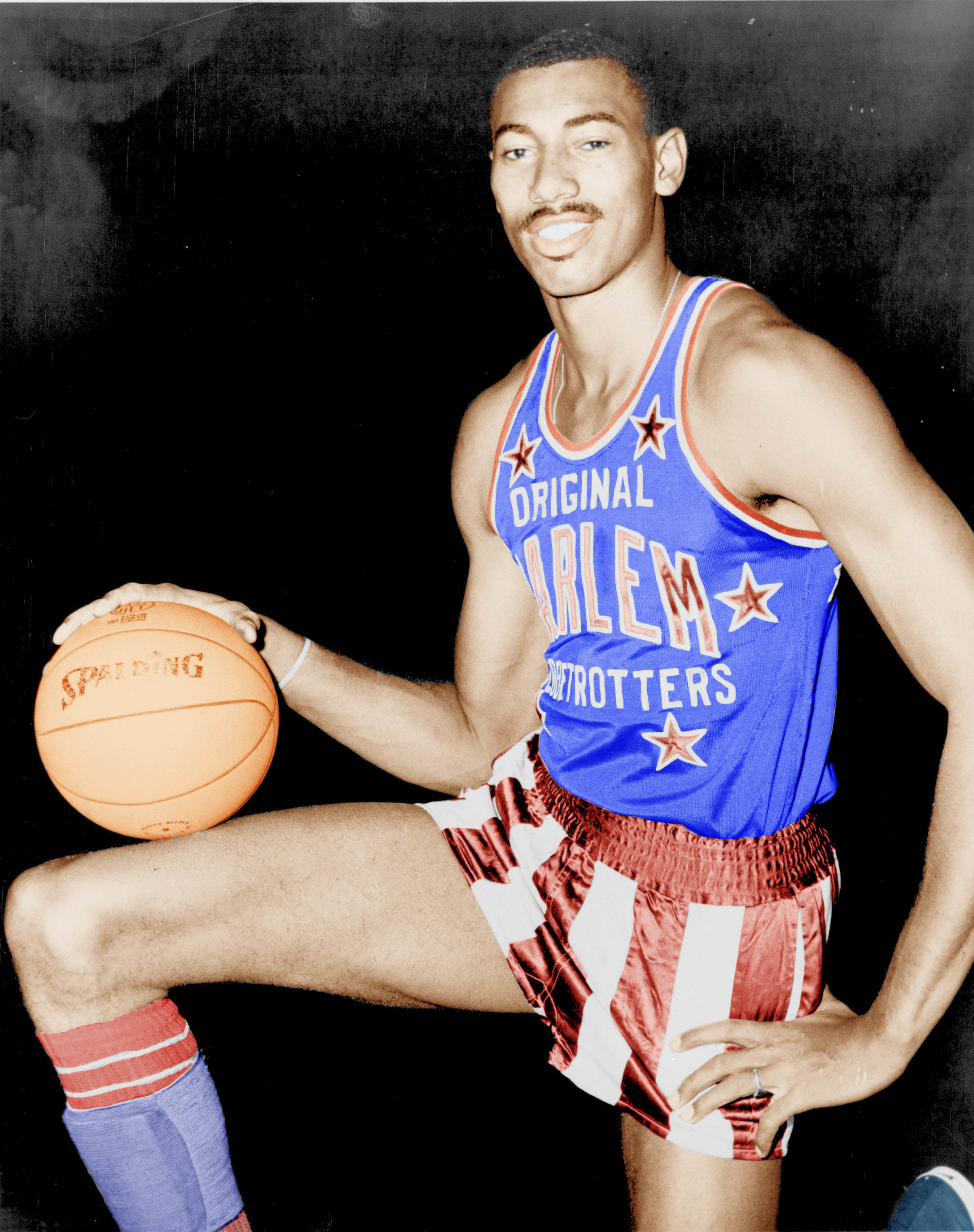
Wilt Chamberlain conquistou o prêmio na temporada da NBA de 1959-60.

O NBA Rookie of the Year (em português: Revelação do Ano) é um prêmio anual concedido pela National Basketball Association (NBA) desde a temporada de 1952-53, concedido ao melhor rookie (ou revelação) da temporada regular da liga. O vencedor recebe o Troféu Eddie Gottlieb, nomeado em homenagem ao treinador do Philadelphia Warriors que conquistou a temporada da NBA de 1946-47. O vencedor do prêmio é selecionado por um conjunto de jornalistas esportivos dos Estados Unidos e Canadá.

## Vencedores
| ^    | Denota um jogador ativo atualmente |
| *    | Consta no Basketball Hall of Fame  |
| DP # | Número no draft                    |
| DA   | Ano do draft                       |
| T    | Territorial pick                   |

| Temporada | Jogador                 | Posição     | Nacionalidade            | Time                              | DP # | DA    |
| --------- | ----------------------- | ----------- | ------------------------ | --------------------------------- | ---- | ----- |
| 1952-53   | Don Meineke             | Ala         | Estados Unidos           | Fort Wayne Pistons                | 35   | 1952  |
| 1953-54   | Ray Felix               | Pivô        | Estados Unidos           | Baltimore Bullets                 | 1    | 1953  |
| 1954-55   | Bob Pettit*             | Ala/Pivô    | Estados Unidos           | Milwaukee Hawks                   | 2    | 1954  |
| 1955-56   | Maurice Stokes*         | Ala/Pivô    | Estados Unidos           | Rochester Royals                  | 2    | 1955  |
| 1956-57   | Tom Heinsohn*           | Ala/Pivô    | Estados Unidos           | Boston Celtics                    | T    | 1956  |
| 1957-58   | Woody Sauldsberry       | Ala/Pivô    | Estados Unidos           | Philadelphia Warriors             | 60   | 1957  |
| 1958-59   | Elgin Baylor*           | Ala         | Estados Unidos           | Minneapolis Lakers                | 1    | 1958  |
| 1959-60   | Wilt Chamberlain*       | Pivô        | Estados Unidos           | Philadelphia Warriors             | T    | 1959  |
| 1960-61   | Oscar Robertson*        | Armador     | Estados Unidos           | Cincinnati Royals                 | 1    | 1960  |
| 1961-62   | Walt Bellamy*           | Pivô        | Estados Unidos           | Chicago Packers                   | 1    | 1961  |
| 1962-63   | Terry Dischinger        | Ala/Armador | Estados Unidos           | Chicago Zephyrs                   | 8    | 1962  |
| 1963-64   | Jerry Lucas*            | Ala/Pivô    | Estados Unidos           | Cincinnati Royals                 | T    | 1962  |
| 1964-65   | Willis Reed*            | Ala/Pivô    | Estados Unidos           | New York Knicks                   | 8    | 1964  |
| 1965-66   | Rick Barry*             | Ala         | Estados Unidos           | San Francisco Warriors            | 2    | 1965  |
| 1966-67   | Dave Bing*              | Armador     | Estados Unidos           | Detroit Pistons                   | 2    | 1966  |
| 1967-68   | Earl Monroe*            | Armador     | Estados Unidos           | Baltimore Bullets                 | 2    | 1967  |
| 1968-69   | Wes Unseld*             | Ala/Pivô    | Estados Unidos           | Baltimore Bullets                 | 2    | 1968  |
| 1969-70   | Lew Alcindor*           | Pivô        | Estados Unidos           | Milwaukee Bucks                   | 1    | 1969  |
| 1970-71   | Dave Cowens*            | Ala/Pivô    | Estados Unidos           | Boston Celtics                    | 4    | 1970  |
| 1970-71   | Geoff Petrie            | Armador     | Estados Unidos           | Portland Trail Blazers            | 8    | 1970  |
| 1971-72   | Sidney Wicks            | Ala/Pivô    | Estados Unidos           | Portland Trail Blazers            | 2    | 1971  |
| 1972-73   | Bob McAdoo*             | Ala/Pivô    | Estados Unidos           | Buffalo Braves                    | 2    | 1972  |
| 1973-74   | Ernie DiGregorio        | Armador     | Estados Unidos           | Buffalo Braves                    | 3    | 1973  |
| 1974-75   | Jamaal Wilkes           | Ala/Armador | Estados Unidos           | Golden State Warriors             | 11   | 1974  |
| 1975-76   | Alvan Adams             | Ala/Pivô    | Estados Unidos           | Phoenix Suns                      | 4    | 1975  |
| 1976-77   | Adrian Dantley*         | Ala/Armador | Estados Unidos           | Buffalo Braves                    | 6    | 1976  |
| 1977-78   | Walter Davis            | Ala/Armador | Estados Unidos           | Phoenix Suns                      | 5    | 1977  |
| 1978-79   | Phil Ford               | Armador     | Estados Unidos           | Kansas City Kings                 | 2    | 1978  |
| 1979-80   | Larry Bird*             | Ala         | Estados Unidos           | Boston Celtics                    | 6    | 1978  |
| 1980-81   | Darrell Griffith        | Armador     | Estados Unidos           | Utah Jazz                         | 2    | 1980  |
| 1981-82   | Buck Williams           | Ala/Pivô    | Estados Unidos           | New Jersey Nets                   | 3    | 1981  |
| 1982-83   | Terry Cummings          | Ala         | Estados Unidos           | San Diego Clippers                | 2    | 1982  |
| 1983-84   | Ralph Sampson           | Ala/Pivô    | Estados Unidos           | Houston Rockets                   | 1    | 1983  |
| 1984-85   | Michael Jordan*         | Ala/Armador | Estados Unidos           | Chicago Bulls                     | 3    | 1984  |
| 1985-86   | Patrick Ewing*          | Pivô        | Estados Unidos           | New York Knicks                   | 1    | 1985  |
| 1986-87   | Chuck Person            | Ala         | Estados Unidos           | Indiana Pacers                    | 4    | 1986  |
| 1987-88   | Mark Jackson            | Armador     | Estados Unidos           | New York Knicks                   | 18   | 1987  |
| 1988-89   | Mitch Richmond          | Ala/Armador | Estados Unidos           | Golden State Warriors             | 5    | 1988  |
| 1989-90   | David Robinson*         | Pivô        | Estados Unidos           | San Antonio Spurs                 | 1    | 1987  |
| 1990-91   | Derrick Coleman         | Ala/Pivô    | Estados Unidos           | New Jersey Nets                   | 1    | 1990  |
| 1991-92   | Larry Johnson           | Ala/Pivô    | Estados Unidos           | Charlotte Hornets                 | 1    | 1991  |
| 1992-93   | Shaquille O'Neal        | Pivô        | Estados Unidos           | Orlando Magic                     | 1    | 1992  |
| 1993-94   | Chris Webber            | Ala/Pivô    | Estados Unidos           | Golden State Warriors             | 1    | 1993  |
| 1994-95   | Grant Hill              | Ala         | Estados Unidos           | Detroit Pistons                   | 3    | 1994  |
| 1994-95   | Jason Kidd              | Armador     | Estados Unidos           | Dallas Mavericks                  | 2    | 1994  |
| 1995-96   | Damon Stoudamire        | Armador     | Estados Unidos           | Toronto Raptors                   | 7    | 1995  |
| 1996-97   | Allen Iverson           | Ala/Armador | Estados Unidos           | Philadelphia 76ers                | 1    | 1996  |
| 1997-98   | Tim Duncan              | Ala/Pivô    | Ilhas Virgens Americanas | San Antonio Spurs                 | 1    | 1997  |
| 1998-99   | Vince Carter            | Ala/Armador | Estados Unidos           | Toronto Raptors                   | 5    | 1998  |
| 1999-00   | Elton Brand             | Ala/Pivô    | Estados Unidos           | Chicago Bulls                     | 1    | 1999  |
| 1999-00   | Steve Francis           | Ala/Armador | Estados Unidos           | Houston Rockets                   | 2    | 1999  |
| 2000-01   | Mike Miller             | Ala         | Estados Unidos           | Orlando Magic                     | 5    | 2000  |
| 2001-02   | Pau Gasol               | Ala/Pivô    | Espanha                  | Memphis Grizzlies                 | 3    | 2001  |
| 2002-03   | Amare Stoudemire        | Ala/Pivô    | Estados Unidos           | Phoenix Suns                      | 9    | 2002  |
| 2003-04   | LeBron James^           | Ala         | Estados Unidos           | Cleveland Cavaliers               | 1    | 2003  |
| 2004-05   | Emeka Okafor            | Pivô        | Estados Unidos           | Charlotte Bobcats                 | 2    | 2004  |
| 2005-06   | Chris Paul^             | Armador     | Estados Unidos           | New Orleans/Oklahoma City Hornets | 4    | 2005  |
| 2006-07   | Brandon Roy             | Ala/Armador | Estados Unidos           | Portland Trail Blazers            | 6    | 2006  |
| 2007-08   | Kevin Durant^           | Ala         | Estados Unidos           | Seattle SuperSonics               | 2    | 2007  |
| 2008-09   | Derrick Rose            | Armador     | Estados Unidos           | Chicago Bulls                     | 1    | 2008  |
| 2009-10   | Tyreke Evans            | Ala/Armador | Estados Unidos           | Sacramento Kings                  | 4    | 2009  |
| 2010-11   | Blake Griffin ‡         | Ala/Pivô    | Estados Unidos           | Los Angeles Clippers              | 1    | 2009* |
| 2011-12   | Kyrie Irving^           | Armador     | Estados Unidos           | Cleveland Cavaliers               | 1    | 2011  |
| 2012-13   | Damian Lillard^         | Armador     | Estados Unidos           | Portland Trail Blazers            | 6    | 2012  |
| 2013-14   | Michael Carter-Williams | Armador     | Estados Unidos           | Philadelphia 76ers                | 11   | 2013  |
| 2014-15   | Andrew Wiggins^         | Armador     | Canadá                   | Minnesota Timberwolves            | 1    | 2014  |
| 2015-16   | Karl-Anthony Towns^     | Pivô        | República Dominicana     | Minnesota Timberwolves            | 1    | 2015  |
| 2016-17   | Malcolm Brogdon^        | Ala/Armador | Estados Unidos           | Milwaukee Bucks                   | 36   | 2015  |
| 2017-18   | Ben Simmons ‡           | Ala-Armador | Austrália                | Philadelphia 76ers                | 1    | 2016  |
| 2018-19   | Luka Dončić^            | Armador     | Eslovênia                | Dallas Mavericks                  | 3    | 2018  |
| 2019-20   | Ja Morant^              | Armador     | Estados Unidos           | Memphis Grizzlies                 | 2    | 2019  |
| 2020-21   | LaMelo Ball^            | Armador     | Estados Unidos           | Charlotte Hornets                 | 3    | 2020  |
| 2021-22   | Scottie Barnes^         | Ala/Pivô    | Estados Unidos           | Toronto Raptors                   | 4    | 2021  |
| 2022-23   | Paolo Banchero^         | Ala/Pivô    | Estados Unidos · Itália  | Orlando Magic                     | 1    | 2022  |
| 2023-24   | Victor Wembanyama^      | Pivô        | França                   | San Antonio Spurs                 | 1    | 2023  |
| 2024-25   | Stephon Castle^         | Armador     | Estados Unidos           | San Antonio Spurs                 | 4    | 2024  |

‡-Griffin e Simmons só estrearam uma temporada depois do Draft após se lesionarem na suas temporadas inteiras de rookies.